# A Kecskeméti TE 2012–2013-as szezonja
A Kecskeméti TE 2012–2013-as szezonja szócikk a Kecskeméti TE első számú férfi labdarúgócsapatának egy idényéről szól, mely sorozatban az 5., és összességében is az 5. idénye a csapatnak a magyar első osztályban. A klub fennállásának ekkor volt a 101. évfordulója.

## Statisztikák
Utolsó elszámolt mérkőzés dátuma: 2013. május 31.

### Mérkőzések
| Lejátszott mérkőzések száma          | 37 (30 OTP Bank Liga, 1 Magyar kupa, 6 Ligakupa)          |
| Győzelmek száma                      | 14 (12 OTP Bank Liga, 0 Magyar kupa, 2 Ligakupa)          |
| Döntetlenek száma                    | 11 (8 OTP Bank Liga, 0 Magyar kupa, 3 Ligakupa)           |
| Vereségek száma                      | 12 (10 OTP Bank Liga, 1 Magyar kupa, 1 Ligakupa)          |
| Szerzett gólok száma                 | 56                                                        |
| Kapott gólok száma                   | 53                                                        |
| Gólkülönbség                         | +3                                                        |
| Sárga lapok                          | 88                                                        |
| Kiállítások                          | 12                                                        |
| Legtöbbet figyelmeztetett játékos    | Vaskó Tamás (9 , 2 )                                      |
| Legnagyobb arányú győzelem otthon    | Kecskeméti TE 5–0 Szolnoki MÁV (2012. 09. 04.)            |
| Legnagyobb arányú győzelem idegenben | Egri FC 0–2 Kecskeméti TE (2012. 10. 06.)                 |
| Legnagyobb arányú győzelem idegenben | BFC Siófok 0–2 Kecskeméti TE (2012. 10. 26.)              |
| Legnagyobb arányú győzelem idegenben | Lombard Pápa 0–2 Kecskeméti TE (2013. 04. 06.)            |
| Legnagyobb arányú vereség            | Győri ETO 5–1 Kecskeméti TE (2012. 08. 26.)               |
| Legnagyobb arányú vereség            | Kecskeméti TE 1–5 Videoton (2013. 05. 26.)                |
| Legmagasabb hazai nézőszám           | 5 350 néző, Kecskeméti TE 2–2 Ferencváros (2012. 11. 24.) |
| Legalacsonyabb hazai nézőszám        | 200 néző, Kecskeméti TE 1–1 MTK Budapest (2012. 11. 13.)  |
| Legtöbbször pályára lépett játékos   | Vaskó Tamás (31 mérkőzés)                                 |
| Házi gólkirály                       | Francis Litsingi (11 )                                    |
| Pontok                               | 53/111 (47,75%)                                           |

### Kiírások
| Kiírás        | Statisztikák | Statisztikák | Statisztikák | Statisztikák | Statisztikák | Statisztikák | Kezdő forduló | Végső forduló/ helyezés | Mérkőzések dátumai | Mérkőzések dátumai |
| Kiírás        | M            | GY           | D            | V            | LG–KG        | GK           | Kezdő forduló | Végső forduló/ helyezés | Első               | Utolsó             |
| ------------- | ------------ | ------------ | ------------ | ------------ | ------------ | ------------ | ------------- | ----------------------- | ------------------ | ------------------ |
| OTP Bank Liga | 30           | 12           | 8            | 10           | 47–36        | +11          | —             |                         | 2012. 07. 29.      | 2013. 05. 31.      |
| Magyar kupa   | 1            | 0            | 0            | 1            | 2–4          | –2           | 2. forduló    | 2. forduló              | 2012. 09. 26.      | 2012. 09. 26.      |
| Ligakupa      | 6            | 2            | 3            | 1            | 12–7         | +5           | Csoportkör    | Csoportkör              | 2012. 09. 04.      | 2012. 12. 05.      |

## Mérkőzések
| Színmagyarázat | Színmagyarázat |
| -------------- | -------------- |
|                | Győzelem.      |
|                | Döntetlen.     |
|                | Vereség.       |

### OTP Bank Liga 2012–13

#### Őszi fordulók
| 1. forduló 2012. július 28. 20:45 |

| Ferencváros                         | 1 – 1               | Kecskeméti TE                                         |
| ----------------------------------- | ------------------- | ----------------------------------------------------- |
| Alempijević 33' Čukić 33' Otten 88′ | (1 – 0) Jegyzőkönyv | Jorginho 63' Savić 45' Salami 50' Bori 58' Balogh 75′ |

| Albert Flórián Stadion, Budapest Nézőszám: 7 800 Játékvezető: Szabó Zsolt (magyar) |

| 2. forduló 2012. augusztus 5. 17:00 |

| Kecskeméti TE    | 1 – 1               | MTK Budapest           |
| ---------------- | ------------------- | ---------------------- |
| Sós 43' Bori 82' | (1 – 0) Jegyzőkönyv | Könyves 75' Vukmir 75' |

| Széktói Stadion, Kecskemét Nézőszám: 2 500 Játékvezető: Bognár Tamás (magyar) |

| 3. forduló 2012. augusztus 11. 17:00 |

| Debreceni VSC                                  | 2 – 1               | Kecskeméti TE     |
| ---------------------------------------------- | ------------------- | ----------------- |
| Kulcsár 23' Coulibaly 73' Nagy 64' Szakály 71' | (1 – 0) Jegyzőkönyv | Vaskó 53' Sós 66' |

| Oláh Gábor utca, Debrecen Nézőszám: 4 500 Játékvezető: Farkas Ádám (magyar) |

| 4. forduló 2012. augusztus 17. 19:00 |

| Kecskeméti TE    | 1 – 2               | Kaposvári Rákóczi                        |
| ---------------- | ------------------- | ---------------------------------------- |
| Sós 15' Mohl 78' | (1 – 1) Jegyzőkönyv | Vručina 5' 50' 69' Hajdúch 82' Okuka 90' |

| Széktói Stadion, Kecskemét Nézőszám: 2 200 Játékvezető: Oláh Gábor (magyar) |

| 5. forduló 2012. augusztus 26. 18:30 |

| Győri ETO                                                                        | 5 – 1               | Kecskeméti TE                  |
| -------------------------------------------------------------------------------- | ------------------- | ------------------------------ |
| Varga 8' Koltai 31' (11-esből) Střeštík 38' Kamber 75' Kronaveter 80' Švec 90+1' | (3 – 0) Jegyzőkönyv | Jorginho 64' Sós 12' Antal 29′ |

| ETO Park, Győr Nézőszám: 1 500 Játékvezető: Szilasi Szabolcs (magyar) |

| 6. forduló 2012. augusztus 31. 17:00 |

| Pécsi MFC     | 0 – 1               | Kecskeméti TE                                           |
| ------------- | ------------------- | ------------------------------------------------------- |
| Okoronkwo 62' | (0 – 0) Jegyzőkönyv | Balázs 83' Pekár 32' Patvaros 38' Vaskó 70' Pereira 71' |

| PMFC Stadion, Pécs Nézőszám: 2 000 Játékvezető: Iványi Zoltán (magyar) |

| 7. forduló 2012. szeptember 15. 16:00 |

| Kecskeméti TE                                   | 1 – 2               | Lombard Pápa                                                                                     |
| ----------------------------------------------- | ------------------- | ------------------------------------------------------------------------------------------------ |
| Litsingi 11' Luis Ramos 20' Vaskó 58' Antal 79′ | (1 – 1) Jegyzőkönyv | Marić 41' 81' (11-esből) 90+3' Tóth B. 23' Quintero 28' Présinger 32' Sekour 38' Rodenbücher 66' |

| Széktói Stadion, Kecskemét Nézőszám: 2 000 Játékvezető: Solymosi Péter (magyar) |

| 8. forduló 2012. szeptember 22. 14:00 |

| Újpest                       | 2 – 1               | Kecskeméti TE                                    |
| ---------------------------- | ------------------- | ------------------------------------------------ |
| Kabát 42' Vasiljević 45' 66' | (2 – 1) Jegyzőkönyv | Litsingi 38' (11-esből) Pekár 59' Luis Ramos 85′ |

| Szusza Ferenc Stadion, Budapest Nézőszám: 2 500 Játékvezető: Vad II. István (magyar) |

| 9. forduló 2012. szeptember 29. 14:00 |

| Kecskeméti TE             | 2 – 1               | Budapest Honvéd                          |
| ------------------------- | ------------------- | ---------------------------------------- |
| Litsingi 3' 30' Koszó 73' | (2 – 1) Jegyzőkönyv | Délczeg 28' 80' Vécsei 7' Ignjatović 13' |

| Széktói Stadion, Kecskemét Nézőszám: 2 000 Játékvezető: Veizer Roland (magyar) |

| 10. forduló 2012. október 6. 16:00 |

| Egri FC                                                        | 0 – 2               | Kecskeméti TE                                  |
| -------------------------------------------------------------- | ------------------- | ---------------------------------------------- |
| Pavičević 35' Knakal 37' Stanislaw 50' Pisanjuk 54' Tchami 70' | (0 – 1) Jegyzőkönyv | Knakal 24' (öngól) Burgos 46' Sós 55' Póti 67' |

| Oláh Gábor utca, Debrecen Nézőszám: 200 Játékvezető: Bognár Tamás (magyar) |

| 11. forduló 2012. október 20. 16:00 |

| Kecskeméti TE                                                | 2 – 1               | Haladás                                      |
| ------------------------------------------------------------ | ------------------- | -------------------------------------------- |
| Tarabai 84' Litsingi 90+3' 62' Salami 35' Pekár 55' Póti 75' | (0 – 1) Jegyzőkönyv | Nagy D. 43' Halmosi 14' Iszlai 45' Simon 46′ |

| Széktói Stadion, Kecskemét Nézőszám: 1 500 Játékvezető: Erdős József (magyar) |

| 12. forduló 2012. október 26. 17:00 |

| BFC Siófok  | 0 – 2               | Kecskeméti TE                   |
| ----------- | ------------------- | ------------------------------- |
| Kecskés 80' | (0 – 1) Jegyzőkönyv | Salami 31' Patvaros 58' Sós 90' |

| Révész Géza utca, Siófok Nézőszám: 300 Játékvezető: Fábián Mihály (magyar) |

| 13. forduló 2012. november 2. 17:00 |

| Kecskeméti TE                       | 1 – 1               | Diósgyőr                        |
| ----------------------------------- | ------------------- | ------------------------------- |
| Savić 49' Luis Ramos 11' Salami 82' | (0 – 1) Jegyzőkönyv | Tisza 25' 85' Vági 36' Elek 78' |

| Széktói Stadion, Kecskemét Nézőszám: 2 500 Játékvezető: Andó-Szabó Sándor (magyar) |

| 14. forduló 2012. november 11. 18:30 |

| Videoton                                                         | 2 – 0               | Kecskeméti TE                                          |
| ---------------------------------------------------------------- | ------------------- | ------------------------------------------------------ |
| Nikolics N. 64' 30' Mitrović 87' Brachi 7' Szolnoki 53' Tóth 59' | (0 – 0) Jegyzőkönyv | Forró 45' Salami 50' Vaskó 54' Farkas 59′ Litsingi 61' |

| Sóstói Stadion, Székesfehérvár Nézőszám: 2 423 Játékvezető: Farkas Ádám (magyar) |

| 15. forduló 2012. november 17. 16:00 |

| Kecskeméti TE                                          | 1 – 1               | Paksi FC                                                     |
| ------------------------------------------------------ | ------------------- | ------------------------------------------------------------ |
| Pekár 90' Savić 27' Tarabai 59' Patvaros 62' Forró 71' | (0 – 1) Jegyzőkönyv | Vaskó 16' (öngól) Fiola 44' Simon 46' Kulcsár 84' Éger 90+2' |

| Széktói Stadion, Kecskemét Nézőszám: 2 433 Játékvezető: Németh Ádám (magyar) |

| 16. forduló 2012. november 24. 16:00 |

| Kecskeméti TE                                                                  | 2 – 2               | Ferencváros                                               |
| ------------------------------------------------------------------------------ | ------------------- | --------------------------------------------------------- |
| Burgos 28' Forró 50' Póti 57' Mohl 84′ Jorginho 86' Patvaros 90+2' Vaskó 90+3' | (1 – 0) Jegyzőkönyv | Böde 63' Jenner 80' Bešić 60′ Čukić 83' Alempijević 90+4′ |

| Széktói Stadion, Kecskemét Nézőszám: 5 350 Játékvezető: Bognár Tamás (magyar) |

| 17. forduló 2012. december 1. 16:00 |

| MTK Budapest                        | 3 – 1               | Kecskeméti TE         |
| ----------------------------------- | ------------------- | --------------------- |
| Csiki 11' 30' Vass 40' Zsidai 90+1' | (3 – 0) Jegyzőkönyv | Litsingi 72' Póti 59' |

| Hidegkuti Nándor Stadion, Budapest Nézőszám: 1 100 Játékvezető: Szabó Zsolt (magyar) |

#### Tavaszi fordulók
| 18. forduló 2013. március 2. 14:00 |

| Kecskeméti TE         | 0 – 0               | Debreceni VSC                     |
| --------------------- | ------------------- | --------------------------------- |
| Póti 32' Patvaros 78' | (0 – 0) Jegyzőkönyv | Šimac 68' Nagy 70' Luis Ramos 72' |

| Széktói Stadion, Kecskemét Nézőszám: 2 743 Játékvezető: Vad II. István (magyar) |

| 19. forduló 2013. március 8. 19:00 |

| Kaposvári Rákóczi                                        | 2 – 3               | Kecskeméti TE                                               |
| -------------------------------------------------------- | ------------------- | ----------------------------------------------------------- |
| Oláh 15' Waltner 81' (11-esből) Petrazzi 42' Vručina 78' | (1 – 1) Jegyzőkönyv | Mohl 19' Pekár 48' 90+2' Burgos 70' Vukasovic 80' Varga 90' |

| Rákóczi Stadion, Kaposvár Nézőszám: 2 000 Játékvezető: Kassai Viktor (magyar) |

| 20. forduló 2013. április 23. 18:00 |

| Kecskeméti TE                                                                                    | 5 – 2               | Győri ETO                                            |
| ------------------------------------------------------------------------------------------------ | ------------------- | ---------------------------------------------------- |
| Mohl 4' (11-esből) 59' Varga 10' Burgos 34' Salami 71' 35' Balázs 90+1' Rajczi 84' Vukasovic 86' | (3 – 2) Jegyzőkönyv | Varga 24' Kamber 36' Had 3' Pátkai 45' Trajković 90' |

| Széktói Stadion, Kecskemét Nézőszám: 2 083 Játékvezető: Szabó Zsolt (magyar) |

- Elhalasztott mérkőzés.

| 21. forduló 2013. március 30. 16:00 |

| Kecskeméti TE                               | 0 – 2               | Pécsi MFC                                  |
| ------------------------------------------- | ------------------- | ------------------------------------------ |
| Póti 25' Rajczi 44' Vaskó 67′ Ioseliani 68' | (0 – 0) Jegyzőkönyv | Grumić 56' Simon 82' Čaušić 26' Balogh 52' |

| Széktói Stadion, Kecskemét Nézőszám: 1 000 Játékvezető: Veizer Roland (magyar) |

| 22. forduló 2013. április 6. 16:00 |

| Lombard Pápa                                         | 0 – 2               | Kecskeméti TE                            |
| ---------------------------------------------------- | ------------------- | ---------------------------------------- |
| Tóth G. 17' Marić 28' Quintero 57' Rodenbücher 90+1' | (0 – 0) Jegyzőkönyv | Balázs 72' Salami 85' Mohl 59' Antal 88' |

| Perutz Stadion, Pápa Nézőszám: 800 Játékvezető: Kassai Viktor (magyar) |

| 23. forduló 2013. április 14. 18:30 |

| Kecskeméti TE                                 | 1 – 0               | Újpest                            |
| --------------------------------------------- | ------------------- | --------------------------------- |
| Mogyorósi 61' Varga 23' Forró 79' Savić 90+2' | (0 – 0) Jegyzőkönyv | Balogh 15' Szélesi 47' Vermes 78' |

| Széktói Stadion, Kecskemét Nézőszám: 2 122 Játékvezető: Andó-Szabó Sándor (magyar) |

| 24. forduló 2013. április 20. 14:00 |

| Budapest Honvéd | 0 – 0               | Kecskeméti TE                       |
| --------------- | ------------------- | ----------------------------------- |
| Lanzafame 74'   | (0 – 0) Jegyzőkönyv | Forró 46' Yannick 85' Mogyorósi 88' |

| Bozsik József Stadion, Budapest Nézőszám: 1 500 Játékvezető: Oláh Gábor (magyar) |

| 25. forduló 2013. április 26. 17:00 |

| Kecskeméti TE                                    | 3 – 1               | Egri FC   |
| ------------------------------------------------ | ------------------- | --------- |
| Raković 6' (öngól) Mohl 22' Rajczi 26' Vaskó 67' | (3 – 1) Jegyzőkönyv | Zvara 34' |

| Széktói Stadion, Kecskemét Nézőszám: 1 726 Játékvezető: Radványi Ádám (magyar) |

| 26. forduló 2013. május 3. 19:00 |

| Haladás                                                 | 1 – 1               | Kecskeméti TE                                                                                |
| ------------------------------------------------------- | ------------------- | -------------------------------------------------------------------------------------------- |
| Andorka 82' Halmosi 26' Iszlai 28' Ugrai 32' Tóth 90+1' | (0 – 0) Jegyzőkönyv | Mogyorósi 85' 19' Forró 8' Mohl 12' Varga 26' Vaskó 34' Rajczi 70′ Vukasovic 78' Savić 90+2' |

| Rohonci úti stadion, Szombathely Nézőszám: 1 869 Játékvezető: Szilasi Szabolcs (magyar) |

| 27. forduló 2013. május 11. 16:00 |

| Kecskeméti TE                                                             | 3 – 1               | BFC Siófok                              |
| ------------------------------------------------------------------------- | ------------------- | --------------------------------------- |
| Burgos 14' Mohl 49' Salami 68' Díaz 24' Savić 28' Vaskó 44' Vukasovic 77′ | (1 – 0) Jegyzőkönyv | Kiss 53' Nagy 34' Windecker 60' Pál 70' |

| Széktói Stadion, Kecskemét Nézőszám: 1 632 Játékvezető: Fábián Mihály (magyar) |

| 28. forduló 2013. május 19. 16:30 |

| Diósgyőr                                                         | 2 – 1               | Kecskeméti TE                                        |
| ---------------------------------------------------------------- | ------------------- | ---------------------------------------------------- |
| Gohér 77' Luque 82' (11-esből) Ribánszki 23' Kádár 39' Seydi 88' | (0 – 1) Jegyzőkönyv | Rajczi 23' Díaz 31' Nagy 33' Antal 81′ Mogyorósi 90' |

| DVTK-stadion, Miskolc Nézőszám: 4 087 Játékvezető: Németh Ádám (magyar) |

| 29. forduló 2013. május 26. 18:30 |

| Kecskeméti TE          | 1 – 5               | Videoton                                                                                            |
| ---------------------- | ------------------- | --------------------------------------------------------------------------------------------------- |
| Mohl 37' 79' Vaskó 69' | (1 – 2) Jegyzőkönyv | Juhász 16' 86' Szolnoki 22' Torghelle 53' Paraiba 62' Gyurcsó 31' Mitrović 70' Caneira 81' Tóth 81' |

| Széktói Stadion, Kecskemét Nézőszám: 1 000 Játékvezető: Oláh Gábor (magyar) |

| 30. forduló 2013. május 31. 17:00 |

| Paksi FC  | 0 – 1               | Kecskeméti TE                  |
| --------- | ------------------- | ------------------------------ |
| Szabó 28' | (0 – 0) Jegyzőkönyv | Bertus 71' Vaskó 24' Varga 53' |

| Fehérvári úti stadion, Paks Nézőszám: 500 Játékvezető: Solymosi Péter (magyar) |

#### A végeredmény
| #   | Csapat                | M  | GY | D  | V  | G+ – G– | GK  | P  | Megjegyzések                                   |
| --- | --------------------- | -- | -- | -- | -- | ------- | --- | -- | ---------------------------------------------- |
| 1.  | Győri ETO (B)         | 30 | 19 | 7  | 4  | 57–33   | +24 | 64 | 2013–2014-es Bajnokok Ligája – 2. selejtezőkör |
| 2.  | Videoton (I)          | 30 | 16 | 6  | 8  | 52–24   | +28 | 54 | 2013–2014-es Európa-liga – 1. selejtezőkör     |
| 3.  | Budapest Honvéd (I)   | 30 | 15 | 7  | 8  | 50–36   | +14 | 52 | 2013–2014-es Európa-liga – 1. selejtezőkör     |
| 4.  | MTK BudapestÚ         | 30 | 15 | 6  | 9  | 43–30   | +13 | 51 |                                                |
| 5.  | Ferencváros           | 30 | 13 | 10 | 7  | 51–36   | +15 | 49 |                                                |
| 6.  | Debreceni VSCCV (KGY) | 30 | 14 | 4  | 12 | 47–36   | +11 | 46 | 2013–2014-es Európa-liga – 2. selejtezőkör1    |
| 7.  | Kecskeméti TE         | 30 | 12 | 8  | 10 | 42–42   | 0   | 44 |                                                |
| 8.  | Haladás               | 30 | 11 | 11 | 8  | 36–27   | +9  | 44 |                                                |
| 9.  | Újpest                | 30 | 11 | 8  | 11 | 40–42   | −2  | 41 |                                                |
| 10. | Diósgyőr              | 30 | 9  | 11 | 10 | 31–39   | −8  | 38 |                                                |
| 11. | Kaposvári Rákóczi     | 30 | 10 | 7  | 13 | 35–38   | −3  | 37 |                                                |
| 12. | Pécsi MFC             | 30 | 10 | 7  | 13 | 33–44   | −11 | 37 |                                                |
| 13. | Paksi FC              | 30 | 8  | 11 | 11 | 40–38   | +2  | 35 |                                                |
| 14. | Lombard Pápa          | 30 | 7  | 7  | 16 | 26–46   | −20 | 28 |                                                |
| 15. | BFC Siófok (K)        | 30 | 7  | 4  | 19 | 31–61   | −30 | 25 | NB II                                          |
| 16. | Egri FCÚ (K)          | 30 | 3  | 6  | 21 | 25–67   | −42 | 15 | NB II                                          |

Forrás: MLSZ adatbank 
A rangsorolás alapszabályai: 1. összpontszám, 2. győzelmek száma, 3. gólkülönbség, 4. szerzett gólok száma, 5. egymás elleni eredmények összpontszáma,  6. egymás elleni eredmények gólkülönbsége, 7. egymás elleni eredmények szerzett góljainak száma, 8. egymás elleni eredmények idegenben szerzett góljainak száma.
1 A Debreceni VSC a 2013–14-es Európa-liga 2. selejtezőkörében indulhat, kupagyőztesként.
(B): Bajnokcsapat, (K): Kieső csapat, (F): Feljutó csapat, (I): Kupainduló, (R): A rájátszás győztese, (KGY): Kupagyőztes

#### Eredmények összesítése
Az alábbi táblázatban összesítve szerepelnek a Kecskeméti TE 2012/13-as bajnokságban elért eredményei.
| Ősz/tavasz (forduló)    | Otthon | Otthon | Otthon | Otthon | Otthon | Otthon | Otthon | Idegenben | Idegenben | Idegenben | Idegenben | Idegenben | Idegenben | Idegenben |
| Ősz/tavasz (forduló)    | M      | GY     | D      | V      | LG–KG  | GK     | P      | M         | GY        | D         | V         | LG–KG     | GK        | P         |
| ----------------------- | ------ | ------ | ------ | ------ | ------ | ------ | ------ | --------- | --------- | --------- | --------- | --------- | --------- | --------- |
| Őszi szezon (1–17.)     | 8      | 2      | 4      | 2      | 11–11  | 0      | 10     | 9         | 3         | 1         | 5         | 10–15     | –5        | 10        |
| Tavaszi szezon (18–30.) | 7      | 4      | 1      | 2      | 13–11  | +2     | 13     | 6         | 3         | 2         | 1         | 8–5       | +3        | 11        |
| Összesen (1–30.)        | 15     | 6      | 5      | 4      | 24–22  | +2     | 23     | 15        | 6         | 3         | 6         | 18–20     | –2        | 21        |

#### Helyezések fordulónként
| Forduló  | 1 | 2 | 3  | 4  | 5  | 6  | 7  | 8  | 9  | 10 | 11 | 12 | 13 | 14 | 15 | 16 | 17 | 18 | 19 | 20 | 21 | 22 | 23 | 24 | 25 | 26 | 27 | 28 | 29 | 30 |
| -------- | - | - | -- | -- | -- | -- | -- | -- | -- | -- | -- | -- | -- | -- | -- | -- | -- | -- | -- | -- | -- | -- | -- | -- | -- | -- | -- | -- | -- | -- |
| Helyszín | I | O | I  | O  | I  | I  | O  | I  | O  | I  | O  | I  | O  | I  | O  | O  | I  | O  | I  | O  | O  | I  | O  | I  | O  | I  | O  | I  | O  | I  |
| Eredmény | D | D | V  | V  | V  | GY | V  | V  | GY | GY | GY | GY | D  | V  | D  | D  | V  | D  | GY | GY | V  | GY | GY | D  | GY | D  | GY | V  | V  | GY |
| Helyezés | 9 | 9 | 12 | 13 | 14 | 15 | 14 | 15 | 14 | 11 | 8  | 7  | 6  | 9  | 10 | 11 | 12 | 13 | 10 | 8  | 13 | 10 | 7  | 7  | 7  | 7  | 7  | 7  | 8  | 7  |

Helyszín: O = Otthon; I = Idegenben. Eredmény: GY = Győzelem; D = Döntetlen; V = Vereség.

### Magyar kupa
| 2. forduló 2012. szeptember 26. 15:30 |

| Nyíregyháza Spartacus                                                           | 4 – 2               | Kecskeméti TE                                            |
| ------------------------------------------------------------------------------- | ------------------- | -------------------------------------------------------- |
| Germán 15' Petneházi 62' 89' Csorba 81' Kovács 39' Benkő 56' Ambrusz 68' Ur 72' | (1 – 0) Jegyzőkönyv | Litsingi 79' 90+1' 72' Póti 66' Koszó 80' Luis Ramos 87' |

| Nyíregyháza Városi Stadion, Nyíregyháza Játékvezető: Farkas Ádám (magyar) |

### Ligakupa

#### Csoportkör (D csoport)
| 1. forduló 2012. szeptember 4. 18:00 |

| Kecskeméti TE                               | 5 – 0               | Szolnoki MÁV |
| ------------------------------------------- | ------------------- | ------------ |
| Jorginho 7' 45' Litsingi 26' 47' Salami 80' | (3 – 0) Jegyzőkönyv | Kiprich 38'  |

| Széktói Stadion, Kecskemét Nézőszám: 300 Játékvezető: Varga László (magyar) |

| 2. forduló 2012. szeptember 9. 18:30 |

| Ferencváros                                  | 2 – 1               | Kecskeméti TE                               |
| -------------------------------------------- | ------------------- | ------------------------------------------- |
| Somália 27' Böde 66' Čukić 32' Jovanović 74' | (1 – 1) Jegyzőkönyv | Balázs 42' Koszó 53' Mohl 74′ Tarabai 90+1' |

| Albert Flórián Stadion, Budapest Nézőszám: 500 Játékvezető: Andó-Szabó Sándor (magyar) |

| 3. forduló 2012. október 10. 15:00 |

| MTK Budapest | 0 – 1               | Kecskeméti TE                                |
| ------------ | ------------------- | -------------------------------------------- |
| Nikházi 20'  | (0 – 0) Jegyzőkönyv | Salami 66' 43' Dosso 74' Luis dos Santos 83' |

| Hidegkuti Nándor Stadion, Budapest Nézőszám: 100 Játékvezető: Pánczél Krisztián (magyar) |

| 4. forduló 2012. október 13. 16:00 |

| Kecskeméti TE                               | 2 – 2               | Ferencváros                          |
| ------------------------------------------- | ------------------- | ------------------------------------ |
| Salami 10' Litsingi 15' Forró 65' Vaskó 90′ | (2 – 1) Jegyzőkönyv | Jenner 36' 80' Ionescu 60' Čukić 64' |

| Széktói Stadion, Kecskemét Nézőszám: 700 Játékvezető: Szilasi Szabolcs (magyar) |

| 5. forduló 2012. november 13. 18:00 |

| Kecskeméti TE                    | 1 – 1               | MTK Budapest                       |
| -------------------------------- | ------------------- | ---------------------------------- |
| Burgos 46' Balogh 44' Nagy 90+2' | (0 – 0) Jegyzőkönyv | Balajti 80' 45' Đurić 88' Vass 90' |

| Széktói Stadion, Kecskemét Nézőszám: 200 Játékvezető: Kovács J. Zoltán (magyar) |

| 6. forduló 2012. december 5. 13:00 |

| Szolnoki MÁV            | 2 – 2               | Kecskeméti TE                              |
| ----------------------- | ------------------- | ------------------------------------------ |
| Kocsis 43' Vári 84' 29' | (1 – 0) Jegyzőkönyv | Dosso 52' Kiprich 90+2' (öngól) Gyagya 20' |

| Tiszaligeti stadion, Szolnok Nézőszám: 100 Játékvezető: Kulcsár Katalin (magyar) |

#### A D csoport végeredménye
| Csapat        | M | Gy | D | V | G+ | G– | Gk  | P  |
| ------------- | - | -- | - | - | -- | -- | --- | -- |
| Ferencváros   | 6 | 5  | 1 | 0 | 14 | 4  | +10 | 16 |
| Kecskeméti TE | 6 | 2  | 3 | 1 | 12 | 7  | +5  | 9  |
| MTK Budapest  | 6 | 1  | 2 | 3 | 5  | 7  | –2  | 5  |
| Szolnoki MÁV  | 6 | 0  | 2 | 4 | 5  | 18 | –13 | 2  |